# Кит (фільм, 2022)
«Кит» (англ. The Whale) — художній фільм режисера Даррена Аронофскі за сценарієм Семюеля Д. Гантера заснованому на його однойменній п'єсі. У головних ролях — Брендан Фрейзер, Сейді Сінк, Хонг Чау, Саманта Мортон, Тай Сімпкінс.
Прем'єра відбулася 4 вересня 2022 року на 79-му Венеціанському кінофестивалі. Прокат у США почався з 9 грудня 2022 року.

## Сюжет
Чарлі, чоловік середнього віку вагою 272 кг (600 фунтів) намагається відновити зв'язок зі своєю 17-річною дочкою. Він залишив свою сім'ю заради коханця, який згодом помер. Потім Чарлі почав переїдати через біль і провину.

## У ролях
- Брендан Фрейзер — Чарлі
- Сейді Сінк — Еллі, дочка Чарлі
- Хонг Чау — Ліз, подруга Чарлі, медсестра
- Саманта Мортон — Мері, колишня дружина Чарлі
- Тай Сімпкінс — Томас, місіонер
- Сатья Шрідхаран — Ден, розвізник піци

## Виробництво
11 січня 2021 стало відомо, що кінокомпанія A24 зніме фільм «Кит», режисером виступить Даррен Аронофскі, а головну роль виконає Брендан Фрейзер. У лютому 2021 року до акторського складу приєдналися Хонг Чау, Сейді Сінк та Саманта Мортон, 4 березня 2021 року до акторського складу приєднався Тай Сімпкінс.
Фільмування почалося 8 березня і завершилися 7 квітня 2021 в Ньюберзі, штат Нью-Йорк.

## Нагороди
Фільм отримав дві премії «Оскар» (за найкращу чоловічу роль та найкращий грим)